# Norman Bailey (Fußballspieler)

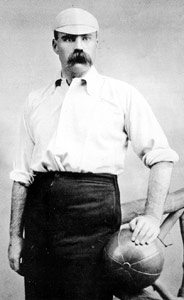

Norman Coles Bailey (* 23. Juli 1857 in Streatham, London; † 13. Januar 1923 in Cowley) war ein englischer Fußballspieler des späten 19. Jahrhunderts.

## Spielerkarriere

### Verein
Bailey begann das Fußballspielen für die Mannschaft seiner Schule, der Westminster School. Danach spielte er als Verteidiger für Old Westminsters, die Clapham Rovers, Wanderers FC, Swifts FC und Corinthian FC sowie für repräsentative Auswahlen von London und Surrey.
Mit den Clapham Rovers erreichte er zweimal das FA-Cup-Finale, 1879 unterlag er Old Etonians 0:1, ein Jahr danach siegte er 1:0 gegen den  Oxford University AFC.

### Nationalteam
Bailey spielte 19-mal für England, eine für die damalige Zeit sehr hohe Anzahl von Länderspielen. Sämtliche Partien bestritt er gegen Schottland, Wales oder Irland, da es damals noch keine nicht-britischen Nationalmannschaften gab. Er war der erste englische Spieler, der die 10-Spiele-Grenze durchbrach.
Interessant ist, dass sowohl sein Debüt, als auch sein erstes von 15 Spielen als Mannschaftskapitän und sein letztes Länderspiel allesamt mit Niederlagen gegen Schottland endeten (2:7, 1:6, 2:3).
Sein einziges Tor für die Nationalelf gelang ihm bei einem 4:0-Sieg gegen Wales. Einige Quellen geben zudem an, dass Bailey auch noch bei einer 5:4-Aufholjagd gegen Schottland (Pausenstand 1:4) getroffen hat, offiziell wird das Tor jedoch als Eigentor des schottischen Torwarts Robert Parlane gewertet. Mit Bailey in der Formation gewann und verlor England je acht Spiele, drei endeten unentschieden.

## Nach dem Fußball
Bereits parallel zu und auch nach seiner Fußballkarriere war Bailey als Jurist tätig, wodurch er seine gesamte Karriere über Amateurspieler bleiben konnte, ohne finanzielle Probleme zu bekommen.
Bailey arbeitete von 1882 bis 1884 für die Football Association, deren Vizepräsident er zwischen 1887 und 1890 war.